# Società Ginnastica Gallaratese
La Società Ginnastica Gallaratese, nota semplicemente come Gallaratese o Palestra Gallaratese è una società polisportiva con sede nella città italiana di Gallarate (VA).
Fondata nel 1876 come società di ginnastica, ha progressivamente diversificato le proprie attività in altre discipline, costituendo ad esempio una fortunata sezione calcistica.
I colori sociali sono il bianco ed il blu.

## Storia

### Sezione di ginnastica
La Società Ginnastica Gallaratese venne fondata il 4 settembre 1876 e si affiliò alla Federazione delle Società Ginnastiche Italiane il 27 maggio 1888. Fino alla metà degli anni cinquanta ebbe come attività prevalente la ginnastica e gli sport atletici.
Nel 1907 la squadra Allievi fu ammessa tra le 14 partecipanti al torneo indetto dal Consiglio provinciale di Milano ed organizzato dalla Forza e Coraggio, chiudendo al secondo posto con 127.5 punti, alle spalle della Pro Patria.

### Sezione di atletica
Tra i campioni della Società Ginnastica Gallaratese si ricordano: Ennio Maffiolini, Bertoni, Croci e Gasperoli.
Nel 1935 la Società Ginnastica Gallaratese fu una delle squadre che donarono alla patria le medaglie d'oro vinte in gara, assolvendo alle richieste autarchiche del Regime impegnato nella Guerra d'Etiopia.